# Jenny Broch

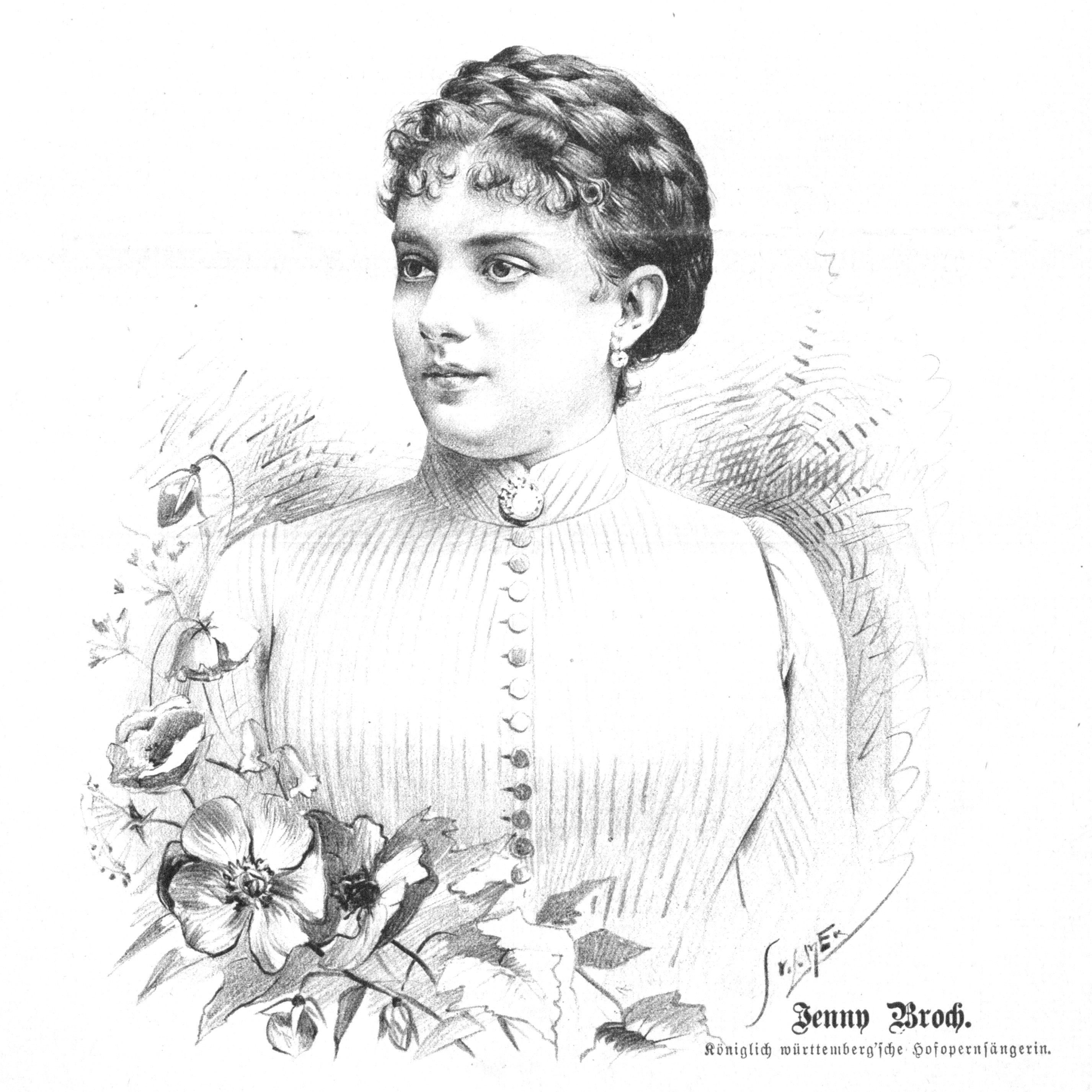
Jenny Broch im Jahre 1893

Jenny Broch, verheiratete Jenny Stern (um 1865 in Wien – nach 1911) war eine österreichische Opernsängerin (Sopran) und Theaterschauspielerin.

## Leben
Broch genoss in Wien Unterricht bei der berühmten Gesangsmeisterin Mathilde Marchesi und wurde nach Beendigung ihrer Studien 1885 sofort an die Wiener Hofoper engagiert.
Nach einjährigem Wirken beschloss sie, zur italienischen Oper überzugehen, und unternahm, indem sie sich der Gesellschaft des Impresario James Henry Mapleson anschloss, eine Tournee, die sie durch Manchester, Liverpool, Glasgow, Edinburgh etc. führte, und wo ihre stimmlichen Eigenschaften überall besonderes Lob erfuhren. 1888 wirkte sie auch in der großen Stagione in London, unter lebhafter Anerkennung der Presse und des Publikums mit. Hierauf folgten noch andere Gastspielreisen, von denen besonders ihr Auftreten in Petersburg, Moskau, Kiew und Charkow etc. (1889 bis 1890), erwähnt sein möge.
Für die Saison 1890/91 verpflichtete sie sich die Künstlerin an die Metropolitan Opera in New York, wo sie zu den hoffnungsvollsten und talentiertesten Vertreterinnen ihres Fachs, des Koloraturgesanges, gezählt wurde, und sich allenthalben der sympathischsten Aufnahme zu erfreuen hatte.
Nach Europa zurückgekehrt trat sie in den Verband der württembergischen Hofbühne, nach einem von den allerbesten Erfolgen begleiteten Gastspiel an derselben. Nach dreijährigem Wirken daselbst wurde die Sängerin 1894 für das Theater Unter den Linden in Berlin verpflichtet und war 1895 am Residenztheater in Dresden tätig. Hierauf pausierte die Künstlerin mehrere Jahre und setzte 1900 ihre Bühnenlaufbahn fort, indem sie Engagement am Stadttheater in Elberfeld nahm. Ihre gesanglichen Fähigkeiten wurden durch ihr schauspielerisches Talent in hohem Grade unterstützt.
Zu Brochs vorzüglichsten Partien gehörten: „Rosine“, „Lucia“, „Dinorah“, „Susanne“, „Zerline“ (Don Juan und Fra Diavolo), „Martha“, „Regimentstochter“, „Rautendelein“, „Nachtwandlerin“, „Yum-Yum“ in Mikado etc.
Die Kritik lobte ihre umfangreiche, volle, besonders in den hohen Tönen wohltuende Stimme, den vollkommen sicheren Tonansatz, die vortreffliche ausgebildete Koloratur, die klaren Triller und den glanzvollen Vortrag. Mit diesen musikalischen Vorzügen vereinigte Broch Gewandtheit des Spiels und Anmut der Bewegungen.
Verheiratet war sie mit dem Theaterschauspieler und -regisseur Kurt Stern (1871–1911).